# The Adventures of Rocky & Bullwinkle
The Adventures of Rocky & Bullwinkle is een film uit 2000 van regisseur Des McAnuff. De film is een mix van animatiepersonages en echte acteurs. De hoofdrollen worden vertolkt (of ingesproken) door June Foray, Keith Scott, Robert De Niro, Rene Russo, Jason Alexander en John Goodman. De film is gebaseerd op de tekenfilmreeks The Rocky and Bullwinkle Show die tussen 1959 en 1964 op televisie werd uitgezonden.

## Verhaal
Rocky en Bullwinkle zijn met pensioen en genieten van het geld dat ze verdienen met de heruitzendingen van hun vroegere tv-programma, maar hun leven kent nog maar weinig hoogtepunten. Hun huis, Forstbite Falls, is door ontbossing verwoest, de verteller van de serie is aan lager wal geraakt en woont nu bij zijn moeder, en Rocky kan niet meer vliegen. 
Ondertussen verliezen hun drie vijanden, Fearless Leader, Boris Badenov en Natasha Fatale, al hun macht in hun thuisland Pottsylvania, en komen naar Hollywood alwaar ze de filmrechten op de Rocky & Bullwinkle show bemachtigen (hierdoor veranderen de drie van tekenfilmfiguren in live-action personages). Fearless Leader maakt plannen om de Verenigde Staten te veroveren met behulp van een nieuwe tv-zender genaamd "RBTV" ("Really Bad Television"), die niets anders dan slechte spionnenfilms uitzend en een ieder die er naar kijkt hersenspoelt. Om hem te stoppen krijgt FBI-agent Karen Sympathy opdracht van president Signoff om Rocky & Bullwinkle ook naar de echte wereld te halen als CGI-personages. Wanneer Fearless Leader hierover hoort, stuurt hij Boris en Natasha achter het duo aan met een nieuw wapen genaamd de CDI (Computer Degenerating Imagery ), speciaal gemaakt om CGI-figuren te vernietigen.
Natasha en Boris doen herhaalde pogingen Karen, Rocky & Bullwinkle te stoppen. Zo brengen ze Karen in diskrediet bij de politie van Oklahoma, en doen uit naam van Bullwinkle een gulle gift aan een universiteit zodat Bullwinkle daar uitgenodigd zal worden om een eredoctoraat te krijgen en ze hem zo in de val kunnen lokken. Het trio krijgt echter hulp van "Martin and Lewis" (Kel Mitchell en Kenan Thompson, en Rocky herontdekt op tijd zijn vermogen om te vliegen om op de universiteit Bullwinkle te redden van de CDI. 
Uiteindelijk confronteren de drie protagonisten de schurken in het hoofdkwartier van RBTV in New York. Fearless Leader, Natasha en Boris worden in het gevecht zelf door de CDI geraakt en veranderen weer in tekenfilmpersonages, die vervolgens het internet opgestuurd worden. RBTV wordt nadien omgedoopt tot "Rocky and Bullwinkle Television". Rocky & Bullwinkle keren terug naar een inmiddels hersteld Frostbite Falls.

## Rolverdeling
| Acteur           | Personage          |
| ---------------- | ------------------ |
| June Forey       | Stem               |
| Keith Scott      | Stem               |
| Robert De Niro   | Fearless Leader    |
| Rene Russo       | Natasha            |
| Jason Alexander  | Boris              |
| Piper Perabo     | Karen Sympathy     |
| Randy Quaid      | Cappy von Trapment |
| John Goodman     | Oklahoma Cop       |
| James Rebhorn    | President Signoff  |
| Janeane Garofalo | Minnie Mogul       |
| Whoopi Goldberg  | Rechter Cameo      |

## Achtergrond
Oorspronkelijk zou de film al in 1990 moeten gemaakt zijn. Toen zouden Danny DeVito en Meryl Streep respectievelijk Boris en Natasha spelen. 
In de film werd een verwijzing gemaakt naar Who Framed Roger Rabbit (1988), een film die ook gebruikmaakt van zowel animatiepersonages als echte acteurs.
Robert De Niro parodieert het personage Travis Bickle dat hij zelf speelde in Taxi Driver (1976).  

## Muziek
In de film zijn de volgende nummers te horen:
- "Dreamer" - Supertramp
- "Be Ya Self" - Tarsha Vega
- "Hooray for Hollywood"
- "The Blue Danube" - Johann Strauss II
- "Secret Agent Man" - Johnny Rivers
- "The Child in You"
- "Through the Eyes of a Child" - Lisa McClowry

## Ontvangst
The Adventures of Rocky & Bullwinkle werd met gemengde reacties ontvangen. Rotten Tomatoes gaf de film een score van 43 procent gebaseerd op 93 beoordelingen, Metacritic gaf de film een score van 36 gebaseerd op 30 beoordelingen. Roger Ebert gaf de film drie uit vier sterren, en merkte op dat de film voor zowel kinderen als volwassenen interessant was. Andere recensenten waren minder lovend. Vooral het verhaal van de film werd zwaar bekritiseerd. Jason Alexander bood kijkers zelfs zijn excuses aan voor de film en het feit dat hij er in meedeed.
Financieel was de film een flop; de totale opbrengst bedroeg 35 miljoen dollar, tegen een budget van 76 miljoen dollar.

## Prijzen en nominaties
Prijzen (1999)
- 2 COLA Awards
  - Professional van het jaar (Murray Miller)
  - Beste Productie maatschappij

Nominaties (2001)
- 2 Saturn Awards
  - Beste mannelijke bijrol (Jason Alexander)
  - Beste vrouwelijke bijrol (Rene Russo)
- De Golden Raspberry Award voor slechtste vrouwelijke bijrol (Rene Russo)
- De Taurus Award voor beste stunt in een voertuig